# Oklopni krstaš
Oklopni krstaš je naziv za tip ratnog broda koji se razvio krajem 19. stoljeća, kada je na krstaše stavljen oklop u svrhu zaštite od neprijateljskog topništva srednjeg dometa. Za razliku od zaštićenog krstaša, oklopni krstaši su imali oklop na trupu.
Zadatak oklopnog krstaša bila je borba s neprijateljskim krstašima, odnosno samostalno djelovanje po oceanima i udaljenim morima. 
Prvi oklopni krstaši obično su imali deplasman od 6000-12000 t, odnosno brzinu od 18-20 čv.
Iskustva iz rusko-japanskog rata, gdje su oklopni krstaši igrali važnu ulogu, natjerala je mnoge mornarice da povećaju kalibar topova, odnosno debljinu oklopa. 
No, već nakon nekoliko godina oklopni krstaši su postali zastarjeli s pojavom novog tipa bojnog broda zvanog drednot te bojnih krstaša. Tada su se prestali graditi, iako će u nekoliko pomorskih bitaka Prvog svjetskog rata igrati važnu ulogu.

## Vanjske poveznice
- Krstarica Hrvatska tehnička enciklopedija, portal hrvatske tehničke baštine. LZMK